# Каччамани, Алессио
Алессио Каччамани (итал. Alessio Cacciamani; родился 29 июня 2007, Ези) — итальянский футболист, вингер клуба «Торино».

## Клубная карьера
Уроженец Ези (область Марке), Каччамани выступал за юношескую команду клуба «Анкона». В 2023 году присоединился к футбольной академии клуба «Торино». 11 мая 2025 года дебютировал в основном составе «Торино» в матче Серии A против «Интернационале».

## Карьера в сборной
В 2025 году дебютировал за сборную Италии до 18 лет.